# Mannekensvere
Mannekensvere est une section de la commune belge de Middelkerke située en Région flamande dans la province de Flandre-Occidentale. C'était une commune à part entière avant la fusion des communes de 1971 quand elle fut intégrée dans la nouvelle commune de Spermalie avant de devenir une section de Middelkerke en 1977.

## Démographie

### Évolution démographique
- Sources : INS, Rem. : 1831 jusqu'en 1961 = recensements[2].